# Xantos Jorge
Xantos Jorge es un grupo musical de rock e indie rock panameño formado en 1993. Estuvieron activos hasta el año 2000, tomando una pausa de varios años por asuntos personales. Se reunieron en algunas ocasiones para realizar pequeños conciertos hasta el 2023 que retoman la banda para realizar una presentación en el BarroFest en El Valle, Panamá. Desde entonces se han mantenido nuevamente activos.

## Historia

### Inicios
En 1991, Carlos Iván, Iñaki y Jesús se agrupaban en una sola banda que tuvo varios nombres, concretado luego en el de Círculo Vicioso. Después de varias presentaciones en bares y festivales de Rock a nivel nacional, deciden grabar algunos demos y así empiezan a familiarizarse con los estudios de grabación profesional.
En 1993, ingresa como bajista Jorge Camacho, consolidando la formación de la banda. Ese mismo año, arman un repertorio para grabar de forma independiente su primera producción, con el apoyo de la Corporación Z, quien financia el proyecto. Luego en julio de 1994 graban el álbum que se llamaría "Salva la Tierra". A esta fecha el grupo decide cambiar su nombre a Xantos Jorge, como homenaje al creador de la música del himno nacional de Panamá, Don Santos Jorge.
La producción "Salva la Tierra" fue un experimento de estilos diferentes, puesto que el grupo buscaba recuperar el abismo y distanciamiento existente entre el público panameño y los artistas nacionales.
A tres semanas de finalizar las sesiones de grabación, Jorge Camacho, bajista del grupo, muere víctima de un hecho de violencia innecesaria. Pese al duro golpe que significa la muerte de Jorge Camacho, Xantos Jorge se hace la firme promesa de triunfar como el mejor tributo a su amigo y compañero, pues juntos soñaron este proyecto que ahora se hacía realidad.

### 1994: Lanzamiento de "Salva la Tierra"
El 27 de diciembre de 1994, se lanza al mercado panameño el compacto "Salva la Tierra", con el sencillo "Lágrimas de sangre", y para su sorpresa, logran cifras extraordinarias con las ventas de este disco, a lo que suceden consabidos conciertos que llevan a la banda a presentarse en toda la República de Panamá de manera exitosa y logrando pegar canciones como "Estrellas de hielo", "La Pinta" y casi todos los cortes del disco. Ante un inexistente mercado roquero en Panamá, Xantos Jorge se organiza como una banda profesional, con un equipo de trabajo que incluye mánager, técnicos de audio y luces, roadies, y así exige de las empresas y promotores un mejor trato para los artistas nacionales.Al emprender esta tarea, se suma Juan Ferrufino en el bajo.
El lanzamiento de Xantos Jorge marca de manera positiva la historia de la música panameña, pues a partir del mismo, se crean las infraestructuras necesarias para que otras bandas de Rock se interesen y logren grabar su música. A principios de 1995, se coloca en los número uno de los Hit Parades de Panamá el tema "Lágrimas de sangre", y con el videoclip de ésta, se alzan en el primer lugar de un importante concurso de videos musicales, el concurso RPC Maxell. Luego de este, el video de "Lágrimas de sangre" se convierte en el primero de un grupo de rock panameño y centroamericano en ser programado por la cadena MTV Latino. Durante 1995 participan en conciertos por todo el país y abren shows para grupos internacionales como Enanitos Verdes el cual fue transmitido a nivel nacional por canal 2 TVN, además transmiten un concierto acústico por RPC canal 4 de Panamá en el que por primera vez se fusionan una banda de rock (guitarra, bajo, piano y batería) y un grupo folclórico panameño (violín, mejoranera, churuca, caja, pujador y repicador), ese mismo año graban un video de la canción "Perdido en el olvido".

### Finales de los 90: Segundo álbum
En noviembre de 1995, Ferrufino deja la banda por motivos personales y se integra Carlos Ucar, quien había sido bajista del grupo Círculo Vicioso en sus inicios, hoy miembro de Señor Loop. Con esta formación experimentan nuevos instrumentos como la mejoranera, decks con efectos ambientales de sonido, el Chapman Stick y el sampler participando en festivales benéficos y grabando demos en el estudio de Radio 10 donde instalan su estación de trabajo. El 8 de febrero de 1996 firman contrato con Sony Music Centroamérica, para la reedición del compacto "Salva la Tierra" a nivel internacional adicionando dos canciones a la producción original.
En el mes de febrero de 1997 Ferrufino regresa a la banda y graban el video del tema "Viajando en el tiempo" y a la vez se preparan para grabar su nuevo álbum ensayando diariamente en el estudio y tocando en festivales de Panamá y Costa Rica, compartiendo escenario con Aterciopelados, Víctimas del Doctor Cerebro, Café Tacuba, Maldita Vecindad y otros. Durante 1998 y parte de 1999 el grupo realiza su segunda producción con la colaboración del ingeniero de sonido Evan Rodaniche. El contrato con Sony Music no les daba la libertad que necesitaban en la experimentación y deciden terminarlo. "En Otro Sol" comienza a ser grabado en los estudios Master Blaster en abril de 1998. La intención de los productores (Zúñiga-Iriberri) era la de incursionar en un estudio pequeño para obtener la libertad de experimentar, con una infinidad de arreglos y obtener un sonido más real. En su segunda etapa, se procede a realizar la mezcla en los Estudios X. Paralelamente crean Loop audio, su propio estudio de grabación y Discos Loop, su sello independiente. Finalmente Zúñiga se traslada a Los Ángeles, California, en donde se realiza la masterización y el corte del disco en los estudios Nautilus Track de Bill Watkins.
"En Otro Sol" encierra un concepto de principio a fin, aparte de estar enriquecido por un sinnúmero de arreglos (vientos, teclados análogos, samplers, piano, órgano, mejoranera, flauta, percusiones) para los cuales se contó con la presencia de músicos invitados. El estilo de este álbum va desde el Rock clásico con influencias latinas y Beatlerianas, la fuerza de las guitarras con leads intensos y un beat de batería fresco. Todas las canciones de este disco van mezcladas y se pueden escuchar como una sola pieza o en tracks.
Xantos Jorge realiza presentaciones durante 1999, se presentan en "El Show de la una", "La Lotería", "De noche con Gaby" y suenan en la radio canciones suyas como "Globo", "Sabroso", "Pantera Negra", "Tridimensional" y "Partiré". En abril de 2000 son invitados a la celebración del XXX aniversario de Radio Chiriqui y luego el grupo toma una pausa de algunos años de la escena musical.
Para esa época Xantos Jorge es incluido en el Primer Diccionario del Rock Latino editado en España por Zona de Obras.

### Conciertos de reunión
El 13 de abril de 2002 en el bar "El Livin", luego de exactamente dos años de ausencia de la escena musical, se reúnen nuevamente sus integrantes para presentar un show ante sus fanes y días después lanzan el video de "Partiré" como homenaje a Roberto "Mano de Piedra" Durán al retirarse del boxeo. En agosto de 2004 se reúnen en el "Teatro Anita Villalaz" para recordar los 10 años del asesinato de Jorge Camacho y en 2006 dan un concierto en "La Mansión".
En el año 2009 se reúnen para celebrar 15 años del lanzamiento de su primer disco Salva la Tierra en un lugar llamado "Swing". Para este año, ya Diego Varela habría entrado como nuevo bajista del grupo. En el año 2011 se reúnen en Panamá Viejo para celebrar 11 años de En otro Sol". Su líder Carlos Ivan Zuñiga tiene su propio estudio de grabación (Estudio 10) donde lleva sus proyectos Son Azul, La Banda sonora de la República y otros, también se mantiene activo Iñaki Irriberri trabajando como productor y guitarrista-tecladista en la banda Señor Loop. Por su parte, Jesús (Chus) Caballero se dedica a la producción de espectáculos. En el año 2013 se reúnen nuevamente en el Festival Abierto y Teatro Amador.
En el año 2023 reciben una invitación para presentar en vivo su disco "En Otro Sol" en el BarroFest. Para este propósito, la banda decide aceptar y consolidar una orquesta de 11 músicos para presentar el disco en su totalidad. En ese mismo año son invitados al Festival Macro en Ciudad de Panamá, Actualmente se encuentran activos y grabando nuevas canciones.

## Integrantes
- Carlos Iván Zúñiga: Voz, Guitarra líder, piano.
- Iñaki Iriberri: Batería,sampler, coros
- Jesús Caballero: Guitarras y coros
- Diego Varela: Bajo

## Discografía
- Salva La Tierra (1994)
- En Otro Sol (2000)

- Datos: Q6169095